# Okanogan County
Okanogan County är ett administrativt område i delstaten Washington, USA, med 41 120 invånare. Den administrativa huvudorten (county seat) är Okanogan. 

## Geografi
Enligt United States Census Bureau så har countyt en total area på 13 766 km². 13 644 km² av den arean är land och 122 km² är vatten. 

## Några större händelser
- Skogsbränderna i Okanogan 2015

### Angränsande countyn
- Ferry County, Washington - öst
- Lincoln County, Washington - sydöst
- Grant County, Washington - syd
- Douglas County, Washington - syd
- Chelan County, Washington - sydväst

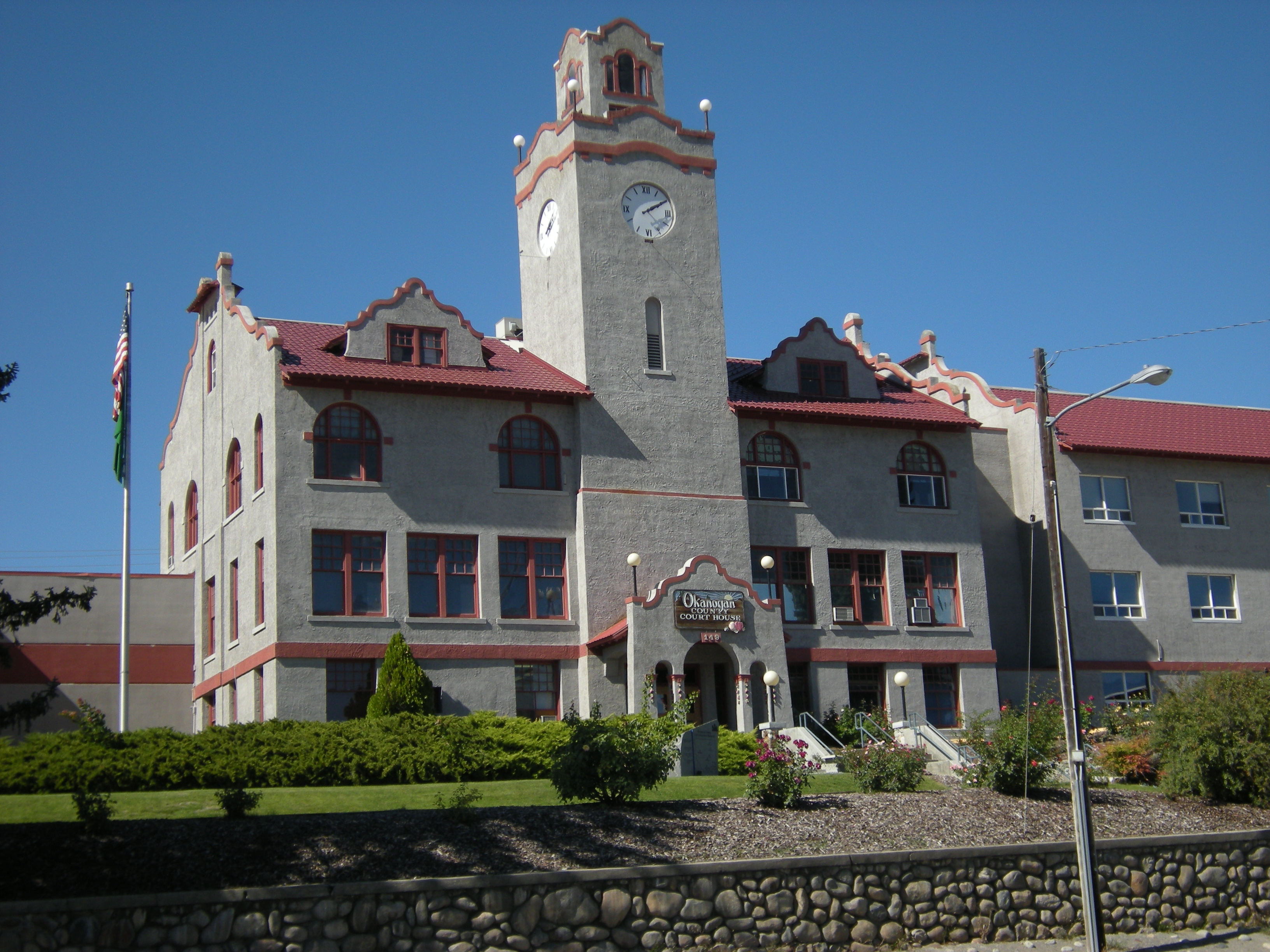
Okanogan County Courthouse i Okanogan.

- Skagit County, Washington - väst
- Whatcom County, Washington - väst
- gränsar till Kanada i norr.